# Religion au Pakistan

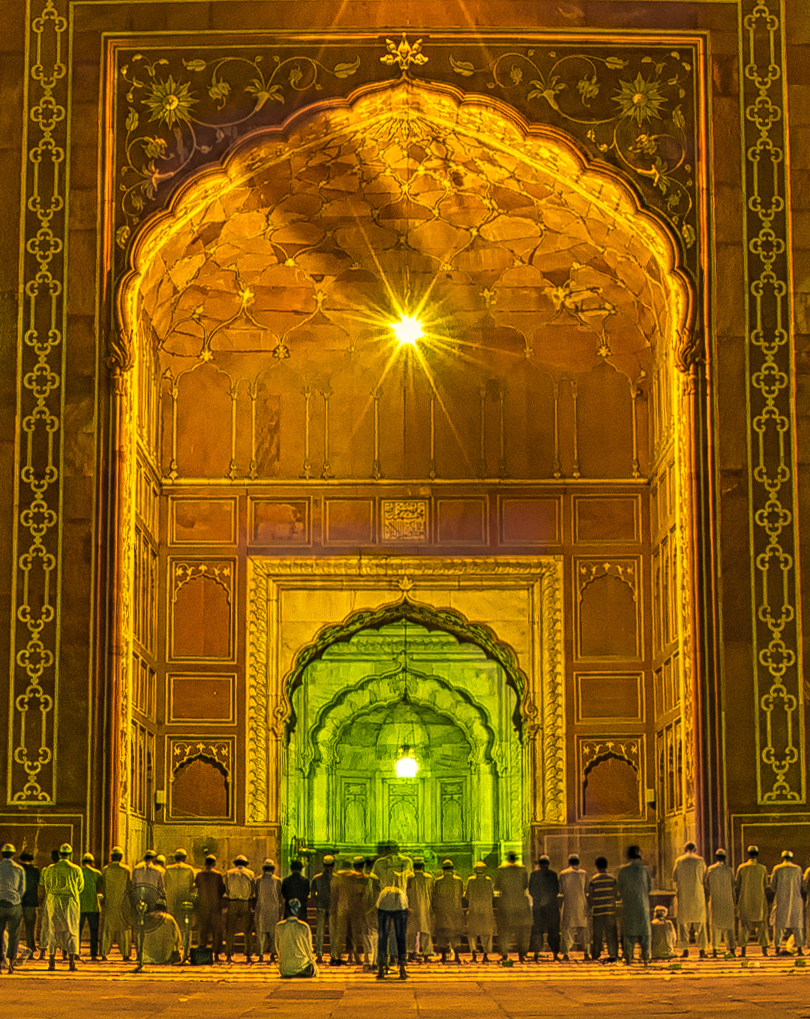
Prière durant le ramadan, à la mosquée Royale de Lahore.

La religion au Pakistan est un sujet majeur et sensible dans ce pays d'Asie du Sud, le pays ayant été créé sur des bases confessionnelles, fondé le 14 aout 1947 pour accueillir les musulmans du sous-continent indien. L'islam est religion d’État depuis 1949 et le pays devient une république islamique en 1956. Représentant 96 % de la population, les musulmans sont largement majoritaires, suivis par les hindous (2,2 %) et les chrétiens (1,4 %). Les musulmans sont surtout sunnites (80 %), plus particulièrement barelvis (60 %), contre 15 % de chiites.
Le pays a été la terre de nombreuses religions, le Sind étant le point d'entrée des conquêtes musulmanes des Indes à partir du VIIIe siècle ainsi que le lieu de naissance du fondateur du sikhisme à Nankana Sahib et de fondation de l'ahmadisme dans le Pendjab. Le pays contient aussi un important héritage bouddhiste et surtout hindouiste. Les minorités sont cibles de nombreuses discriminations et les conflits sectaires, entre sunnites et chiites notamment, sont récurrents. 

## Statistiques
Religion au Pakistan (2023)
- Islam (religion d'État) (96,35 %)
- Hindouisme (2,17 %)
- Christianisme (1,37 %)
- Ahmadis (0,07 %)
- Autres (0,04 %)

Selon le recensement de 2023, près de 96,35 % de la population est musulmane. Les hindous constituent le second groupe religieux et la plus forte minorité, avec 2,2 % de la population, et représentent également le groupe religieux progressant le plus rapidement. Ils sont surtout présents dans les zones rurales du Sind où ils constituent près de 14 % de la population. Les chrétiens représentent environ 1,4 % de la population en 2023, un taux en baisse ces dernières années, et sont surtout présents dans les zones urbaines du Pendjab, où ils constituent presque 3 % de la population,.
| Religion  | Rec. de 1998 | Rec. de 2023 | %    |
| --------- | ------------ | ------------ | ---- |
| Musulmans | 96,28 %      | 96,35 %      | 0,07 |
| Hindous   | 1,85 %       | 2,17 %       | 0,32 |
| Chrétiens | 1,59 %       | 1,37 %       | 0,22 |
| Autres    | 0,29 %       | 0,11 %       | 0,18 |

Les électeurs pakistanais étant dans l'obligation d'indiquer leur religion lors de leur inscription, les listes électorales constituent une statistique plus fréquemment publiée mais incomplète, beaucoup refusant de s'inscrire, notamment les ahmadis. À l'occasion des élections législatives de 2018, près de 3,63 millions de non-musulmans sont enregistrés, soit 3,53 % des inscrits. 
| Religion       | Électeurs (2013) | Électeurs (2018) | %       |
| -------------- | ---------------- | ---------------- | ------- |
| Hindous        | 1 400 000        | 1 770 000        | 1,73 %  |
| Chrétiens      | 1 230 000        | 1 640 000        | 1,61 %  |
| Ahmadis        | 115 966          | 167 505          | 0,16 %  |
| Baha’is        | NC               | 31 543           | 0,03 %  |
| Sikhs          | 5 934            | 8 852            | <0,01 % |
| Zoroastriens   | 3 650            | 4 235            | <0,01 % |
| Bouddhistes    | 1 452            | 1 884            | <0,01 % |
| Juifs          | 809              | NC               | -       |
| Total inscrits | 84 207 524       | 102 107 933      | 100 %   |

## Islam

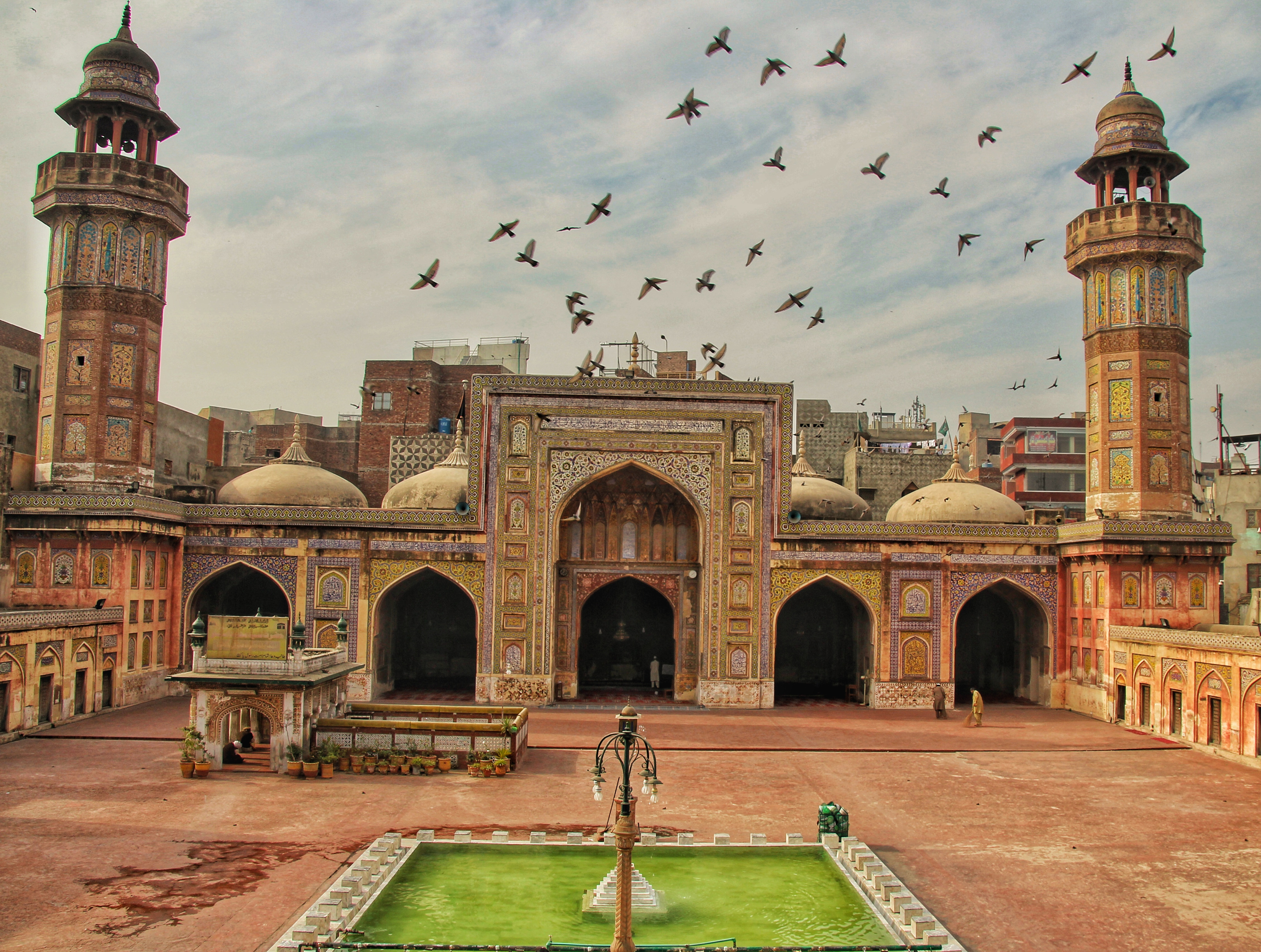
La mosquée de Wazir-Khan de Lahore.

L'islam joue un rôle de premier plan au Pakistan, le pays ayant été créé pour accueillir les musulmans indiens à la suite de la partition des Indes le 14 aout 1947 en s'appuyant sur la théorie des deux nations. Depuis l'Objectives Resolution de 1949, l'islam est officiellement religion d’État et le pays est devenu une république islamique avec la Constitution du 23 mars 1956. Toutefois, le pays reste modérément religieux jusqu'aux années 1970, quand Muhammad Zia-ul-Haq prend le pouvoir et mène une politique d'islamisation de 1979 à 1988. Les ordonnances Hudood de 1979 réforment en profondeur le droit pénal en s'inspirant de la charia mais celles-ci seront largement revues par la loi de protection des femmes de 2006. Surtout, la loi interdisant le blasphème de 1986 aura un impact majeur sur les minorités religieuses, particulièrement les ahmadis.
Les musulmans pakistanais sont largement majoritairement sunnites, avec entre 80 et 85 % de la population, alors que les chiites représente 10 à 15 % de la population selon le World Factbook de la CIA. Bien que souvent mélangés aux sunnites, les chiites sont nombreux à Kurram, Sargodha et surtout dans le centre du Sind ainsi qu'à Karachi. Les affrontements meurtriers entre ces deux branches de l'islam sont courants,, de même que les conflits entre deobandis et barelvis au sein de l'islam sunnite. Ce dernier est fortement influencé par le soufisme alors que 60 % de la population est proche du barelvisme.

## Hindouisme

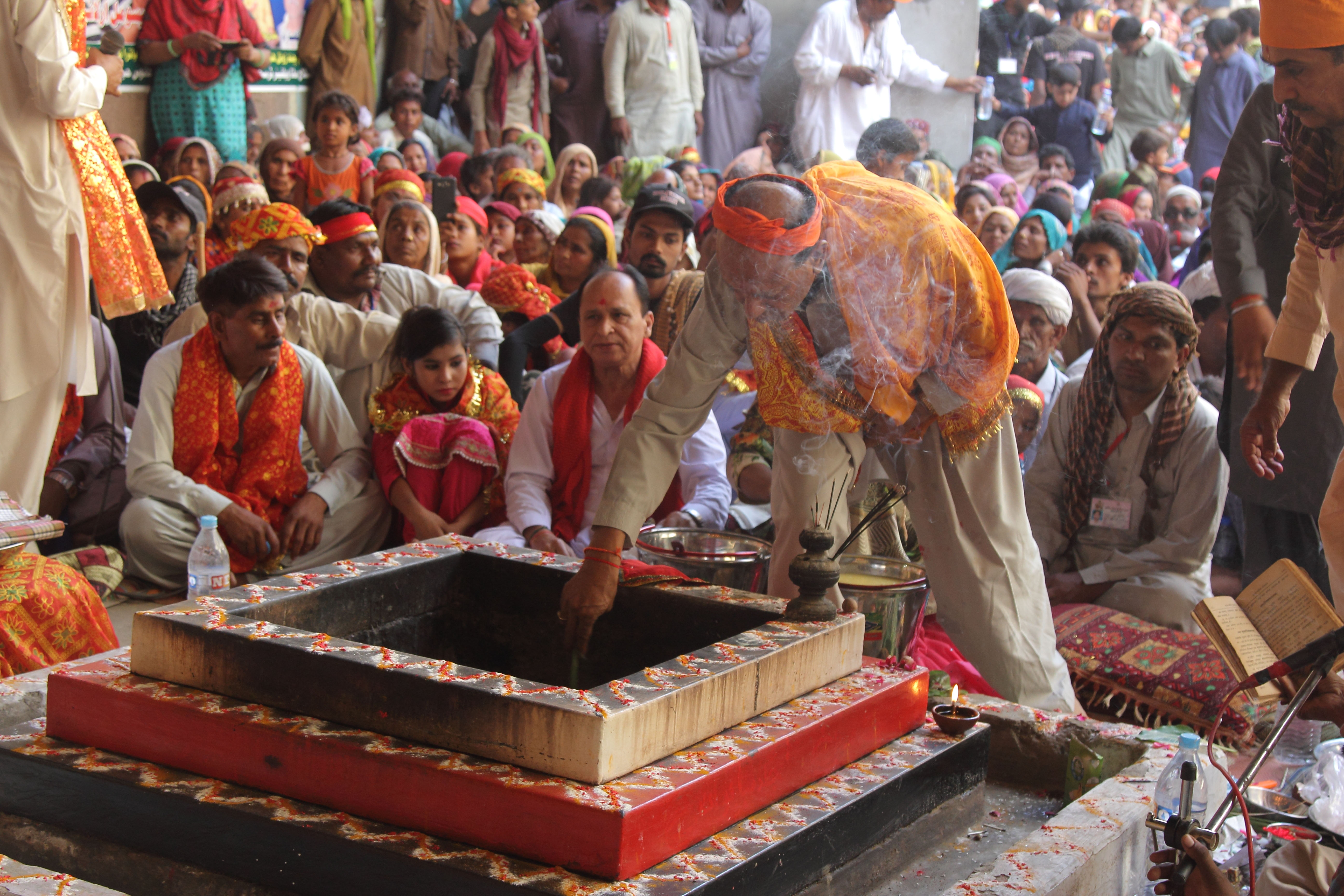
Pèlerinage au temple hindou Hinglaj Mata en 2017.

L'hindouisme constitue la seconde religion et première minorité du pays, étant historiquement présent dans la région et largement majoritaire jusqu'aux conquêtes musulmanes des Indes à partir du VIIIe siècle. La plupart des hindous vont fuir le Pakistan au moment de sa fondation lors de la partition des Indes de 1947, du fait de larges violences inter-communautaires se déroulant de chaque côté de la frontière. Alors qu'ils représentaient près de 14 % de la population de l'actuel Pakistan en 1941, ils sont seulement 1,3 % selon le premier recensement mené par les autorités pakistanaises en 1951. En 1998, ils constituent 1,6 % de la population soit 2,1 millions de fidèles selon les autorités et pour le Pew Research Center, leur part dans la population s'établit à 1,9 % soit 3,33 millions d'individus en 2010. En 2023, les autorités recensent 5,2 millions d'hindous, dont 1,4 million appartenant aux basses castes. Ils représentent près de 2,2 % de la population, en faisant le groupe religieux progressant le plus vite dans le pays.

## Christianisme

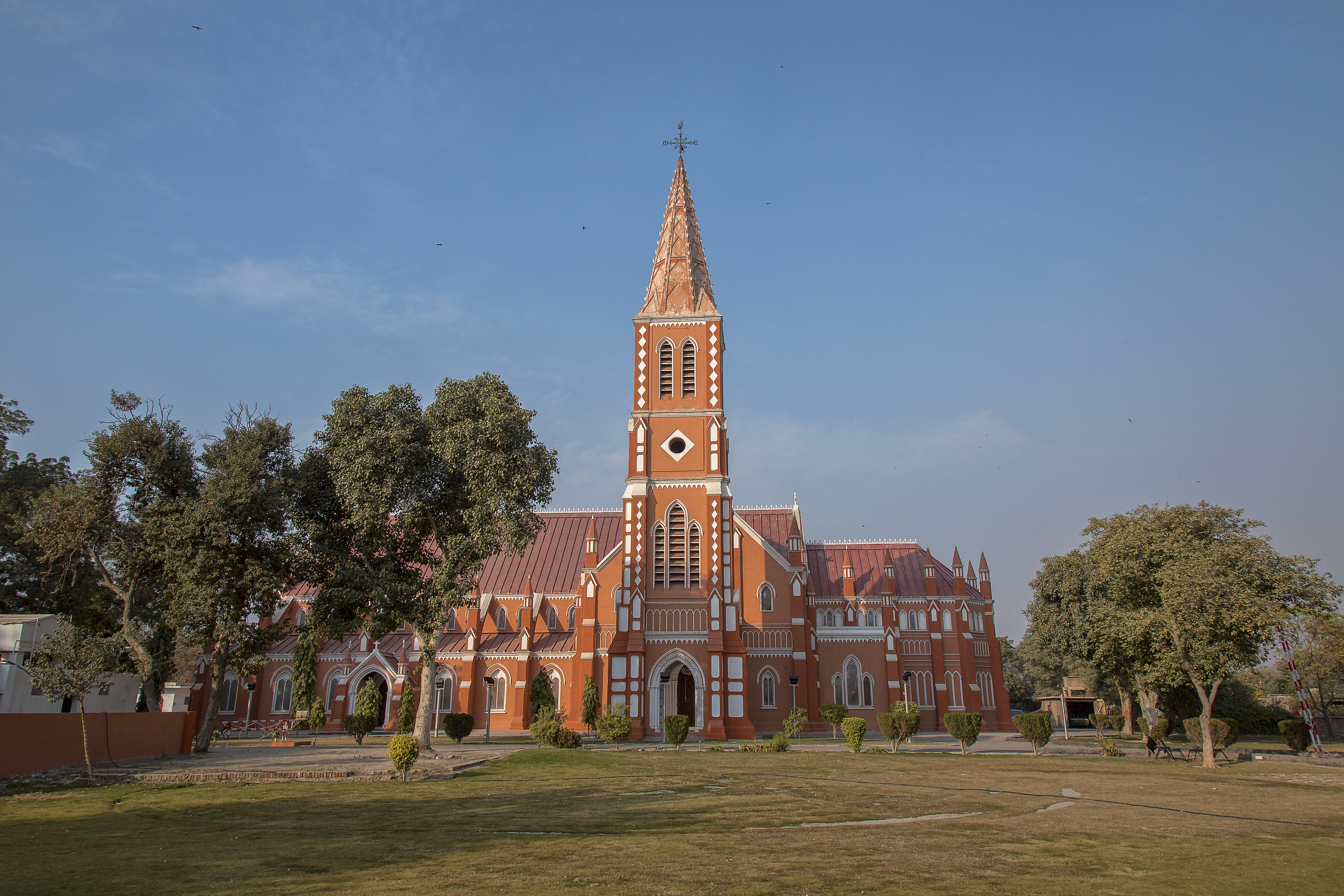
Cathédrale Sainte-Marie de Multan.

Les chrétiens comptent près de 3,3 millions de fidèles au Pakistan en 2023, soit près de 1,4 % de la population. On compte environ autant de protestants que de catholiques. Ils sont surtout des descendants d'hindous issus de basses castes et convertis par des missionnaires étrangers, essentiellement Britanniques, entre 1757 et 1947 sous la domination coloniale du Raj britannique. Ils habitent aujourd'hui essentiellement dans les zones urbaines du nord du Pendjab, et sont les plus nombreux à Lahore, où ils représentent 5 % de la population. Victimes de nombreuses discriminations et persécutions, le sort des chrétiens est notamment médiatisé par l'affaire Asia Bibi, femme condamnée à mort pour blasphème en 2010 avant d'être acquittée en 2018.

## Autres

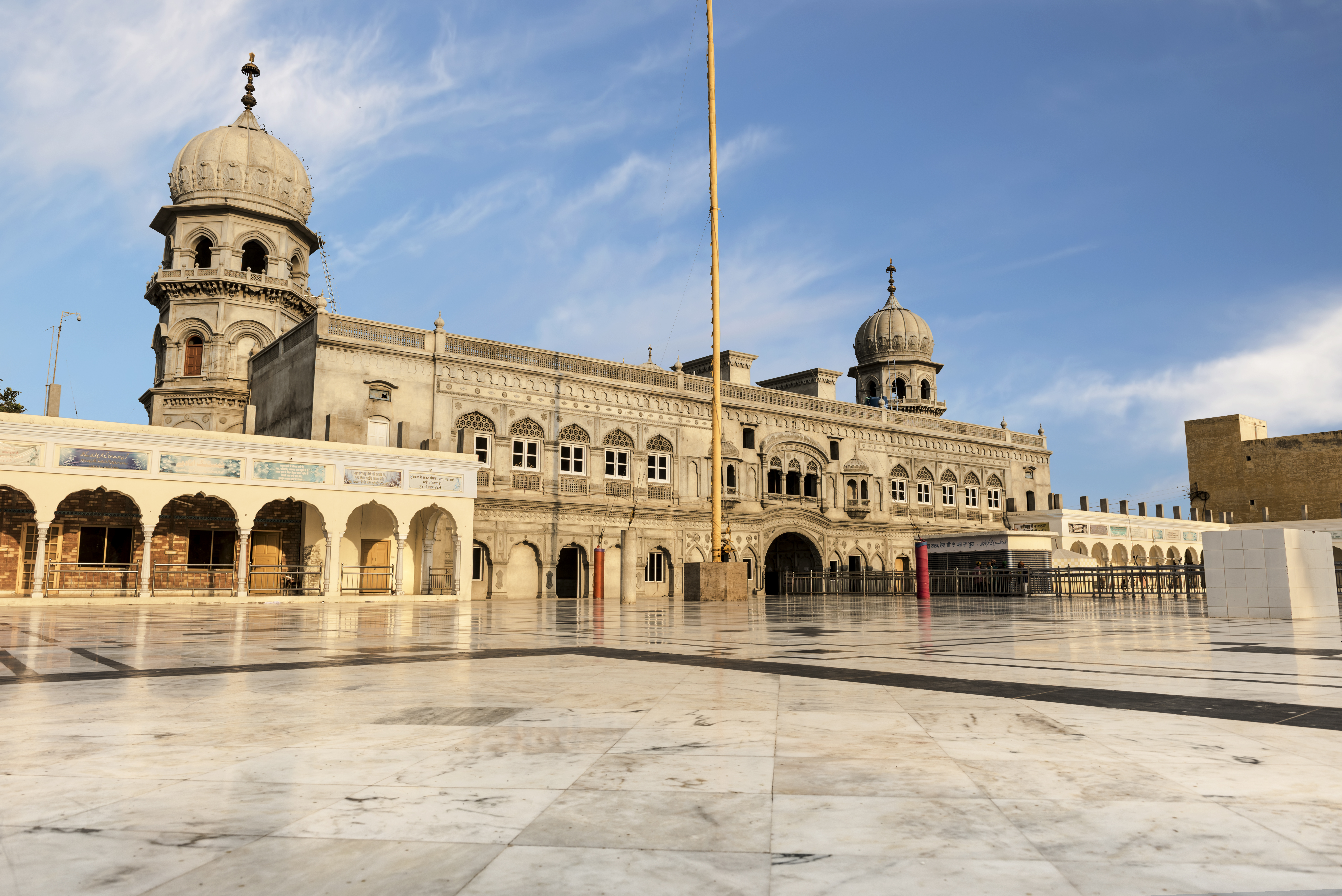
Le gurdwara de Nankana Sahib.

On compte plusieurs autres petites minorités religieuses. Les plus importants sont les sikhs, le berceau de leur religion se trouvant dans le Pendjab avec des sites sacrés comme Nankana Sahib, ville de naissance de son fondateur Gurû Nanak. Ils seraient près de 16 000 en 2023 selon le recensement national,.
Près de 31 000 baha’is sont inscrits sur les listes électorales en 2018, ce qui laisse entrevoir une communauté plus nombreuse. On compte aussi quelque 10 000 zoroastriens dans le pays, dont une communauté de près de 1 500 parsis à Karachi,. 2 348 parsis sont dénombrés en 2023 par les autorités.
Avec un patrimoine historique notable, le bouddhisme compterait aussi jusqu'à 16 000 adeptes qui vivent surtout dans le Cholistan, l'extrême nord-est du Pendjab, au Gilgit-Baltistan et dans le nord-est du Khyber Pakhtunkhwa. Il y a aussi des animistes, notamment les Kalashs de l'Hindou Kouch qui seraient près de 4 000 en 2010.
Bien que se réclamant de l'islam, les ahmadis sont officiellement considérés comme non-musulmans par les autorités depuis 1974 avec un amendement à la Constitution et cette minorité est cible de nombreuses persécutions. Si les autorités considèrent qu'ils représentent moins de 0,1 % de la population, ou 163 000 fidèles en 2023, ils seraient en réalité deux à trois millions, sous-évalués car ceux-ci refusent de se déclarer non-musulmans,.